# Montes Kaimanawa
La sierra de Kaimanawa (en inglés Kaimanawa Range) es una pequeña cordillera localizada en el centro de la isla Norte de Nueva Zelanda. Se extienden por 50 kilómetros en dirección noreste-suroeste por una región casi deshabitada hasta el sur del  lago Taupo, al este de la carretera del desierto (Desert Road). Sus laderas forman parte de la meseta volcánica de la isla Norte.
La región oeste que rodea las montañas es una zona pobre de matorrales que forma el desierto de Rangipo. Considerables áreas de esta región son usadas por el ejército neozelandés para sus entrenamientos. El este tiene suelos más fértiles, aunque siguen siendo tierras duras. 
A diferencia de la mayoría de los sierras de Nueva Zelanda la sierra de Kaimanawa está dividida en parcelas privadas. Esta sierra está poblada de caballos asilvestrados que deambulan libres por sus laderas.

## Muro de Kaimanawa

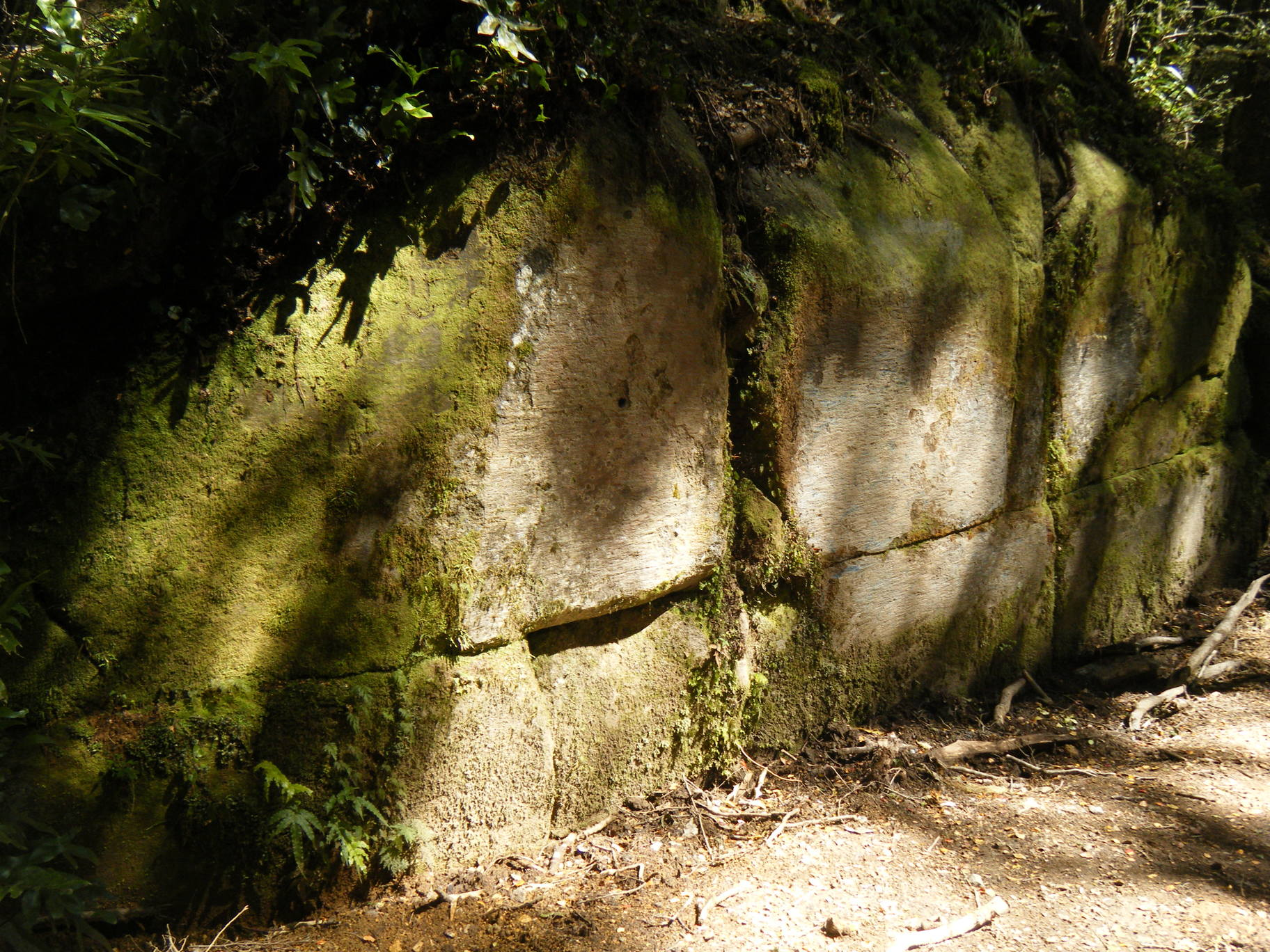
Muro de Kaimanawa

Dentro de la zona del bosque estatal de Kaimanawa se encuentra el muro de Kaimanawa.
Los tangata whenua de Tuwharetoa tienen en su  "tradición oral" al lugar como un kōhatu (roca). Una teoría popular es que el muro es una construcción humana. A partir de esa teoría popular, una teoría pseudocientífica explica que el muro es un artefacto de la civilización premaorí.
La formación de la pared fue inspeccionada por un antropólogo y un geólogo; ninguno de ellos vio pruebas de un origen humano. En una investigación preliminar, el antropólogo Neville Ritchie, del Departamento de Conservación de Nueva Zelanda, observó "microirregularidades coincidentes a lo largo de las juntas". Esto indicaba que los bloques de la pared estaban perfectamente emparejados. También observó que las juntas no eran ni rectas ni verdaderamente horizontales ni perpendiculares, lo que indicaba que las alineaciones de las juntas estaban demasiado mal construidas. 
Ritchie concluyó que los bloques son una formación natural basándose en la presencia de microirregularidades coincidentes en los bloques y en la alineación imperfecta de las juntas.
Peter Wood, del Instituto de Ciencias Geológicas y Nucleares de Wairakei, inspeccionó los bloques durante una tarde y llegó a la conclusión de que se trata de fracturas naturales en lo que Wood denominó "ignimbrita Rangitaiki articulada", y que describió como "roca volcánica de 330.000 años de antigüedad que es común en la zona volcánica de Taupō". Las fracturas en la ignimbrita Rangitaiki se formaron al enfriarse y contraerse tras fluir en su lugar durante una erupción.